# KF Llapi Podujevo
KF Llapi Podujevo, KF Llapi 1932 (alb. Klubi Futbollistik Llapi 1932, serb. cyr. Фудбалски клуб Лапи 1932) – kosowski klub piłkarski, mający siedzibę w mieście Podujevo, w północno-wschodniej części kraju.

## Historia
Chronologia nazw:
- 1932: KF Llapi 1932

Klub piłkarski KF Llapi został założony w miejscowości Podujevo 5 lipca 1932 roku. Zespół występował w niższych ligach mistrzostw Jugosławii. Po utworzeniu Pierwszej ligi Kosowa debiutował w niej w sezonie 1991/92. W sezonie 2001/02 zajął przedostatnie 13. miejsce i spadł do pierwszej ligi. W sezonie 2003/04 zespół wygrał pierwszą ligę i wrócił do Superligi, ale nie utrzymał się w niej w kolejnym sezonie. Dopiero po 10 latach w 2015 zdobył mistrzostwo I ligi i powrócił kolejny raz do Superligi. Od sezonu 2016/17 do sezonu 2018/19 klub trzykrotnie z rzędu zajmował trzecie miejsce. W sezonie 2020/2021 po raz pierwszy w historii wygrał Puchar Kosowa.

## Sukcesy

### Trofea krajowe
| \| \| Zdobyte trofea w rozgrywkach Kosowa (stan na: 15 lipca 2024) \| |                                                              |      |                           |
| Rozgrywki                                                             | Osiągnięcie                                                  | Razy | Sezon(y)                  |
| Mistrzostwo                                                           | I miejsce                                                    | 0    |                           |
| Mistrzostwo                                                           | II miejsce                                                   | 1    | 2023/24                   |
| Mistrzostwo                                                           | III miejsce                                                  | 3    | 2016/17, 2017/18, 2018/19 |
| Puchar                                                                | zdobywca                                                     | 2    | 2020/21, 2021/22          |
| Puchar                                                                | finalista                                                    | 1    | 2016/17                   |
| Puchar                                                                | półfinalista                                                 | 1    | 2015/16                   |
| Superpuchar                                                           | zdobywca                                                     | 1    | 2021                      |
| Superpuchar                                                           | finalista                                                    | 1    | 2022                      |
| II liga                                                               | I miejsce                                                    | 2    | 2003/04, 2014/15          |
| II liga                                                               | II miejsce                                                   | ?    |                           |
| II liga                                                               | III miejsce                                                  | ?    |                           |
| Kosowo                                                                | Zdobyte trofea w rozgrywkach Kosowa (stan na: 15 lipca 2024) |      |                           |

## Stadion
Klub rozgrywa swoje mecze domowe na stadionie Zahir Pajaziti w Podujevie, który może pomieścić 2000 widzów.

## Piłkarze i trenerzy klubu

### Obecny skład[potrzebnyprzypis]
| Nr | Poz. | Piłkarz                  |
| -- | ---- | ------------------------ |
| 1  | BR   | Ilir Avdyli              |
| 4  | OB   | Alex Leyi                |
| 5  | OB   | Granit Jashari           |
| 6  | PO   | Diar Vokrri              |
| 7  | PO   | Hamdi Namani             |
| 8  | OB   | Benjamin Emini (kapitan) |
| 9  | NA   | Mergim Cërnavërni        |
| 10 | PO   | Arbnor Ramadani          |
| 11 | PO   | Blendi Baftiu            |
| 12 | BR   | Vokli Laroshi            |
| 14 | NA   | Adem Maliqi              |
| 15 | OB   | Landrit Rama             |
| 16 | OB   | Ilir Krasniqi            |
| 17 | PO   | Ergyn Ahmeti             |

| Nr | Poz. | Piłkarz        |
| -- | ---- | -------------- |
| 18 | OB   | Ilir Blakçori  |
| 19 | OB   | Arbër Bytyqi   |
| 20 | PO   | Lulzim Peci    |
| 22 | OB   | Muhamed Useini |
| 23 | PO   | Besar Musolli  |
| 24 | PO   | Arianit Hasani |
| 27 | NA   | Ahmed Januzi   |
| 30 | NA   | Erduan Smajli  |
| 44 | OB   | Aulon Shabani  |
| 70 | PO   | Valmir Veliu   |
| 77 | NA   | Elvir Gashijan |
| 80 | PO   | Ševkija Resić  |
| 96 | BR   | Valton Islami  |
| 99 | NA   | Valmir Berisha |

## Trenerzy
- Tahir Batatina (lipiec 2013 – 3 czerwca 2018)
- Bylbyl Sokoli (8 czerwca 2018 – 12 października 2018)
- Bekim Shotani (19 października 2018 – 18 grudnia 2018)
- Djengis Redjepi (19 grudnia 2018 – 21 marca 2019)
- Tahir Batatina (od 20 marca 2019)

## Derby
- KF Besiana Podujevo
- KF Hysi Podujevo

## Europejskie puchary
Legenda do wszystkich tabel:
- Q – runda eliminacyjna, 1/16, 1/8, 1/4, 1/2 – odpowiednia faza rozgrywek, Grupa – runda grupowa, 1r gr – pierwsza runda grupowa, 2r gr – druga runda grupowa, F – finał, R – runda, PO – play-off
- k. – rzuty karne, los. – losowanie, Dogr. – dogrywka, w. – zasada bramek strzelonych na wyjeździe

| Sezon   | Rozgrywki               | Runda | Klub                | Dom | Wyjazd | Ogólnie |
| ------- | ----------------------- | ----- | ------------------- | --- | ------ | ------- |
| 2021/22 | Liga Konferencji Europy | 1Q    | Shkupi              | 1–1 | 0–2    | 1–3     |
| 2022/23 | Liga Konferencji Europy | 1Q    | Budućnost Podgorica | 2–2 | 0–2    | 2–4     |
| 2024/25 | Liga Europy             | 1Q    | Wisła Kraków        | 1–2 | 0–2    | 1–4     |
| 2024/25 | Liga Konferencji        | 2Q    | Brøndby IF          | 2–2 | 0–6    | 2–8     |